# Leucania ferruginea
Leucania ferruginea är en fjärilsart som beskrevs av Scriba. Leucania ferruginea ingår i släktet Leucania och familjen nattflyn. Inga underarter finns listade i Catalogue of Life.